# Coppa di Bosnia ed Erzegovina (calcio a 5)
La Coppa di Bosnia ed Erzegovina di calcio a 5 (bosniaco: Kup Bosne i Hercegovine/Куп Босне и Херцеговине) è una competizione riservata a squadre maschili affiliate alla Federazione calcistica della Bosnia ed Erzegovina, ente organizzatore della manifestazione. È il secondo torneo di calcio a 5 per importanza in Bosnia ed Erzegovina dopo la massima divisione del campionato nazionale.

## Albo d'oro
- 1999-2000:  Bosna Kompred (1)
- 2000-2001:  Seljak (1)
- 2001-2002:  Kaskada (1)
- 2002-2003:  Karaka (1)
- 2003-2004:  Karaka (2)
- 2004-2005:  Leotar (1)
- 2005-2006:  Partizan Sarajevo (1)
- 2006-2007:  Drugari (1)
- 2007-2008:  Radnik Bijeljina (1)
- 2008-2009:  Orlić Sarajevo (1)
- 2009-2010:  Doboj (1)
- 2010-2011:  Tango Sarajevo (1)
- 2011-2012:  Centar Sarajevo (1)
- 2012-2013:  Tango Sarajevo (2)
- 2013-2014:  Tango Sarajevo (3)

- 2014-2015:  Zrinjski Mostar (1)
- 2015-2016:  Zrinjski Mostar (2)
- 2016-2017:  Mostar-SG (1)
- 2017-2018:  Centar Sarajevo (2)
- 2018-2019:  Zrinjski Mostar (3)
- 2019-2020: edizione interrotta
- 2020-2021:  Mostar-SG (2)
- 2021-2022:  Mostar-SG (3)
- 2022-2023:  Mostar-SG (4)
- 2023-2024:  Hercegovina (1)
- 2024-2025:  Bubamara (1)